# Санкук (Нью-Гемпшир)
Санкук (англ. Suncook) — переписна місцевість (CDP) в США, в окрузі Меррімак штату Нью-Гемпшир. Населення — 5501 особа (2020).

## Географія
Санкук розташований за координатами 43°8′23″ пн. ш. 71°27′8″ зх. д. / 43.13972° пн. ш. 71.45222° зх. д. (43.139665, -71.452136).  За даними Бюро перепису населення США в 2010 році переписна місцевість мала площу 10,02 км², з яких 9,60 км² — суходіл та 0,42 км² — водойми.

## Демографія
Згідно з переписом 2010 року, у переписній місцевості мешкало 5379 осіб у 2236 домогосподарствах у складі 1375 родин. Густота населення становила 537 осіб/км².  Було 2408 помешкань (240/км²).
Расовий склад населення:
| - 95,9 % — білих - 0,9 % — чорних або афроамериканців - 0,9 % — азіатів - 0,4 % — корінних американців |

До двох чи більше рас належало 1,6 %. Частка іспаномовних становила 1,8 % від усіх жителів.
За віковим діапазоном населення розподілялося таким чином: 22,9 % — особи молодші 18 років, 64,1 % — особи у віці 18—64 років, 13,0 % — особи у віці 65 років та старші. Медіана віку мешканця становила 39,0 року. На 100 осіб жіночої статі у переписній місцевості припадало 90,7 чоловіків;  на 100 жінок у віці від 18 років та старших — 89,0 чоловіків також старших 18 років.
Середній дохід на одне домашнє господарство  становив 61 836 доларів США (медіана — 56 181), а середній дохід на одну сім'ю — 81 252 долари (медіана — 78 814). Медіана доходів становила 45 154 долари для чоловіків та 43 118 доларів для жінок. За межею бідності перебувало 10,7 % осіб, у тому числі 10,6 % дітей у віці до 18 років та 7,1 % осіб у віці 65 років та старших.
Цивільне працевлаштоване населення становило 2486 осіб. Основні галузі зайнятості: освіта, охорона здоров'я та соціальна допомога — 25,0 %, роздрібна торгівля — 13,0 %, фінанси, страхування та нерухомість — 12,5 %.